# 硬脂酸乙二醇酯
硬脂酸乙二醇酯（Glycol stearate），即乙二醇单硬脂酸酯（EGMS，ethylene glycol monostearate，glycol monostearate），是一种化学式为C20H40O3的有机化合物。是乙二醇和硬脂酸的单酯。常用作包括沐浴露、洗发水及润肤液等化妆品中的乳化剂、分散剂、增溶剂等。

## 性质
常温下为浅黄色块状物，稍有特异气味。

## 制备
可由乙二醇及硬脂酸在酸的催化下合成，如使用对甲基苯磺酸或甲基苯磺酸与磷酸的混合物做催化剂。